# Stenodema chinensis
Stenodema chinensis (лат.) — вид клопов-слепняков рода Stenodema из подсемейства Mirinae (Miridae). Китай (Сычуань).

## Описание
Растительноядные клопы удлинённой формы. От близких видов отличается следующими признаками: присутствуют уплощённые серебристые волоски на гемиэлитроне; надкрылья часто с контрастной маркировкой по внутреннему краю; переднеспинка с парными продольными отметинами; заднее бедро часто с рядами тёмных отметин, но без шипиков; лоб не выступает над наличником.